# 武儀站

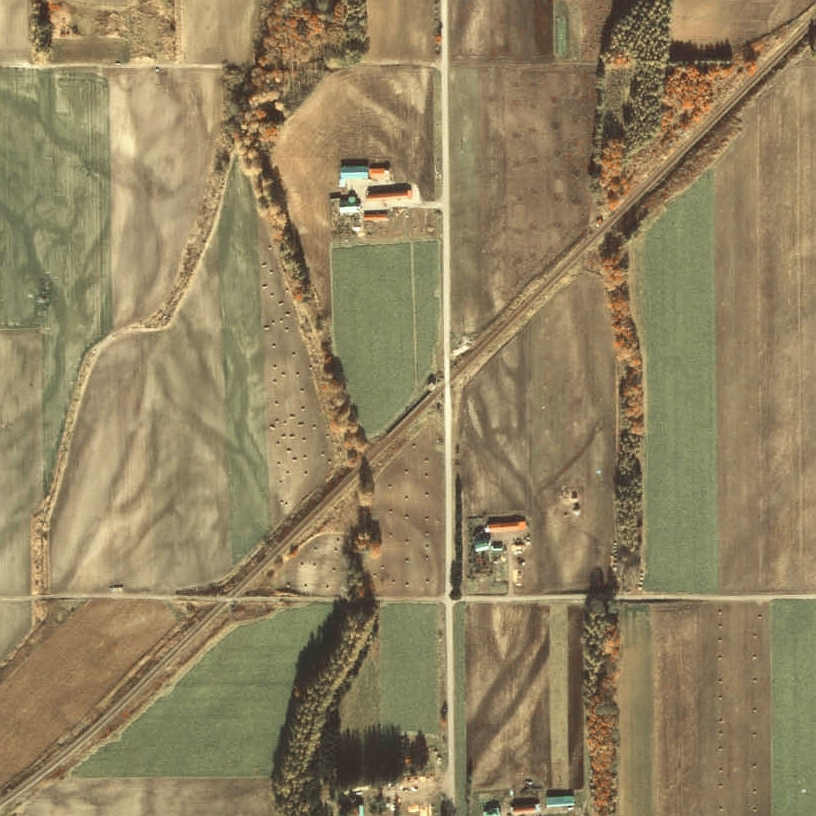
1977年的武儀站與方圓約500米範圍。右上方是士幌方向。

武儀站（日语：／ Mugi eki */?）是位於北海道河東郡音更町字東音更幹線，日本國有鐵道（國鐵）的士幌線車站（廢站）。隨著士幌線全線廢線，車站在1987年（昭和62年）3月23日廢除。

## 歷史
- 1956年（昭和31年）12月25日 - 日本國有鐵道開設此站。當時為旅客車站。
- 1987年（昭和62年）3月23日 - 士幌線全線廢除，此站也廢除[1]。

## 車站構造
截至車站廢除前，此站是地面車站，設有1面1線的單式月台。

## 站名的由來
在大正時代，有一群來自岐阜縣武儀郡的開拓者前往車站附近的地方入植，因而得名。

## 車站周邊
- 國道241號（日语：国道241号）
- 音更川（日语：音更川）
- 十勝巴士（日语：十勝バス）、北海道拓殖巴士（日语：北海道拓殖バス）「中士幌4號」巴士站

## 現況
車站內鐵路相關設備已經撤走，變成農田。在2014年（平成26年）10月，車站遺址處設置了展板說明該處曾經設有車站（木野站、音更站和駒場站也是同樣），截至2018年（平成30年）7月也是同樣。

## 相鄰車站
日本國有鐵道
士幌線
駒場－武儀－中士幌

## 注腳
1. ↑  停車場変遷大事典 国鉄・JR編 Ⅱ JTB 1998年10月發行